# Csaba Szikra
Csaba Szikra (* 19. Oktober 1979) ist ein ungarischer Badmintonspieler. 

## Karriere
Csaba Szikra siegte 1997 und 1998 bei den ungarischen Juniorenmeisterschaften. Acht Jahre sollte es dauern, bevor er 2006 erstmals bei den Erwachsenen erfolgreich war. Weitere Titelgewinne folgten 2007 und 2009.

## Sportliche Erfolge
| Saison | Veranstaltung                              | Disziplin    | Platz | Name                          |
| ------ | ------------------------------------------ | ------------ | ----- | ----------------------------- |
| 1997   | Ungarn: Einzelmeisterschaften der Junioren | Herrendoppel | 1     | Csaba Szikra / Andras Sinka   |
| 1998   | Ungarn: Einzelmeisterschaften der Junioren | Mixed        | 1     | Csaba Szikra / Krisztina Ádám |
| 1998   | Ungarn: Einzelmeisterschaften der Junioren | Herrendoppel | 1     | Csaba Szikra / Andras Sinka   |
| 2006   | Ungarn: Einzelmeisterschaften              | Herrendoppel | 1     | András Sinka / Csaba Szikra   |
| 2007   | Ungarn: Einzelmeisterschaften              | Mixed        | 1     | Csaba Szikra / Krisztina Ádám |
| 2009   | Ungarn: Einzelmeisterschaften              | Mixed        | 1     | Csaba Szikra / Krisztina Ádám |

## Referenzen
- http://bwf.tournamentsoftware.com/profile/overview.aspx?id=557B6513-B81B-46A0-92CC-48FE41F02CB5

| Personendaten    | Personendaten                |
| ---------------- | ---------------------------- |
| NAME             | Szikra, Csaba                |
| KURZBESCHREIBUNG | ungarischer Badmintonspieler |
| GEBURTSDATUM     | 19. Oktober 1979             |